# Кормщиков, Владислав Борисович
Владислав Борисович Кормщиков (род. 15 июля 1967 года) — заслуженный мастер спорта России (спортивное ориентирование на лыжах), трёхкратный чемпион мира.

## Биография
В. Б. Кормщиков родился и долгое время прожил в Перми, где и начал заниматься лыжным спортом, а позднее зимним ориентированием. Норматив мастера спорта выполнил в 1987 году.
На чемпионате мира 1992 года стал серебряным призёром в эстафете, что явилось достаточным условием для присвоения звания мастер спорта международного класса.
С чемпионата мира 1994 года Кормщиков привозит две бронзовые медали: в эстафете и на классической дистанции. Для полноценных тренировок в интересах сборной Владислав переезжает в Красноярск.
Здесь его тренерами становятся ЗТрРФ А.Ю. Близневский и ЗТрРФ В.С. Близневская.
В 1998 году наша четвёрка (Н. Бондарь, Э.Хренников, В.Корчагин, В.Кормщиков) становится чемпионом мира. А на чемпионате 2000 года Кормщиков становится чемпионом и на классической дистанции и в эстафете.
Трёхкратному чемпиону мира В. Б. Кормщикову 20.12.2001 г. присваивается почётное звание Заслуженный мастер спорта России.